# Spoorlijn Råtsi - Svappavaara
De Spoorlijn Råtsi - Svappavaara ook wel (Zweeds: Svappavaarabanan) genoemd, is een goederenspoorlijn in Zweden. De spoorlijn werd voor het vervoer van ijzererts voor LKAB mijn bij Kiruna en een verwerkingsfabriek in Svappavaara in 1964 geopend. Op de spoorlijn werd tot de staalcrisis van 1974-1984 ook erts vervoerd uit de mijn bij Svappavaara.
In 2013 wordt bij Svappavaara een overslag plaats van Northland Resources voor ertsconsentraat in gebruik genomen. Het ertsconsentraat wordt per vrachtauto uit Kaunisvaara aangevoerd en verder per trein naar Narvik vervoerd. Het transport wordt voor een periode van vijf jaar verzorgd door Green Cargo.
De 40 kilometer lange spoorlijn loopt van Svappavaara naar Råtsi om zich daar te voegen bij de Ertsspoorlijn. Na 10 km is een wisselstation Aptas.